# 琅邪貞長公主
琅邪貞長公主（?—?），中国南北朝刘宋公主，宋文帝第六女。生母不详。
琅邪长公主在嫁給了褚寂之的儿子褚暧。褚寂之是刘宋开国功臣褚裕之的第二子，褚暧任太宰参军，娶琅琊公主。年轻时早早去世，其子褚缋。琅邪长公主死后，谥号贞。